# 울산시장 선거
울산시장 선거는 경상남도 울산시의 시장을 선출하는 선거였다. 1997년, 울산시가 울산광역시로 승격하면서 폐지되었다.

## 역대 민선 울산시장
| 선거   | 정당 | 정당       | 시장   |
| ------ | ---- | ---------- | ------ |
| 1995년 |      | 민주자유당 | 심완구 |

## 역대 선거 결과

### 제1회 전국동시지방선거
|  | 30.43% |

|  | 21.81% |

|  | 21.21% |

|  | 16.79% |

|  | 6.78% |

|  | 1.92% |

|  | 1.03% |